# Dichrorampha pastoralisi
Dichrorampha pastoralisi is een vlinder uit de familie bladrollers (Tortricidae). De wetenschappelijke naam is voor het eerst geldig gepubliceerd in 2003 door Razowksi & Tokar.
De soort komt voor in Europa.